# Werchnja Manujliwka
Werchnja Manujliwka (ukrainisch Верхня Мануйлівка; russisch Верхняя Мануйловка Werchnjaja Manuilowka) ist ein Dorf im Süden der ukrainischen Oblast Poltawa mit etwa 580 Einwohnern (2001).

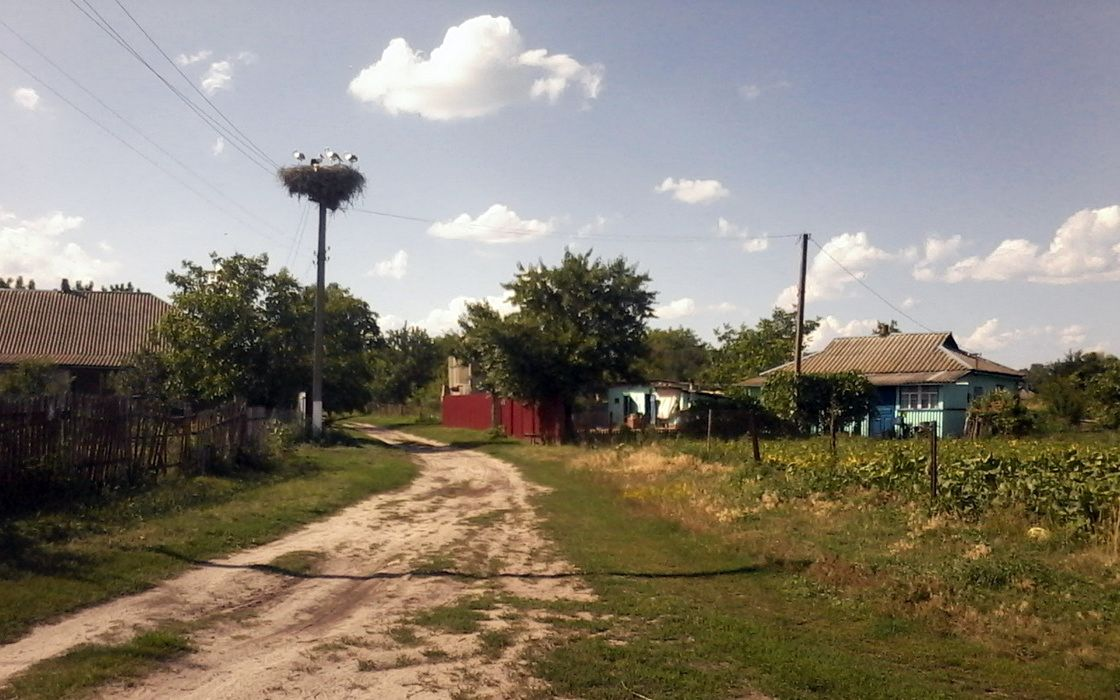
Blick ins Dorf

## Geografische Lage
Die Ortschaft liegt auf einer Höhe von 73 m am linken Ufer des Psel, einem 717 km langen Nebenfluss des Dnepr, etwa 24 km nordwestlich vom Gemeinde- und Rajonzentrum Koselschtschyna und etwa 78 km südwestlich vom Oblastzentrum Poltawa.

## Geschichte
Das Dorf wurde Ende des 17. – Anfang des 18. Jahrhunderts gegründet. Die erste schriftliche Erwähnung des Dorfes stammt aus dem Jahr 1729.
Der russische und sowjetische Schriftsteller Maxim Gorki lebte in den Jahren 1897 und 1900, gemeinsam mit seiner Ehefrau Jekaterina Pawlowna Peschkowa in Werchnja Manujliwka und ihr Sohn Maxim Peschkow (1897–1934) wurde hier geboren. Daher befindet sich im Dorf ein Denkmal und ein Museum für Gorki.
Ebenfalls aus Werchnja Manujliwka stammte die Frau des ukrainischen Schriftstellers Hryhir Tjutjunnyk, weshalb dieser sich oft hier aufhielt und auch Oles Hontschar, Andrij Holowko und Jewhen Huzalo zu Besuch ins Dorf kahmen.
Während des Zweiten Weltkrieges war das Dorf zwischen dem 16. September 1941 und dem 22. September 1943 von der Wehrmacht besetzt.

## Gemeinde
Am 4. Oktober 2017 wurde das Dorf ein Teil der neugegründeten Siedlungsgemeinde Koselschtschyna, bis dahin bildete es zusammen mit den Dörfern Chartschenky (Харченки), Djatschenky (Дяченки), Nyschnja Manujliwka (Нижня Мануйлівка) und Zybiwka (Цибівка) die gleichnamige Siedlungsratsgemeinde Koselschtschyna (Козельщинська селищна рада/Koselschtschynska selyschtschna rada) im Norden des Rajons Koselschtschyna.
Am 17. Juli 2020 kam es im Zuge einer großen Rajonsreform zum Anschluss des Rajonsgebietes an den Rajon Krementschuk.

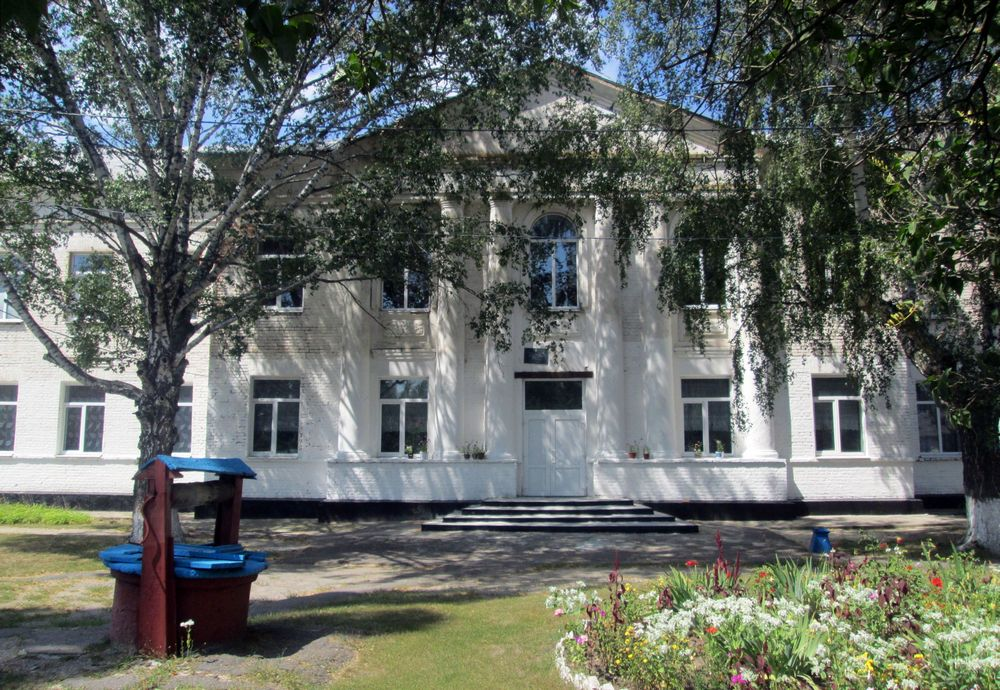
Schulgebäude
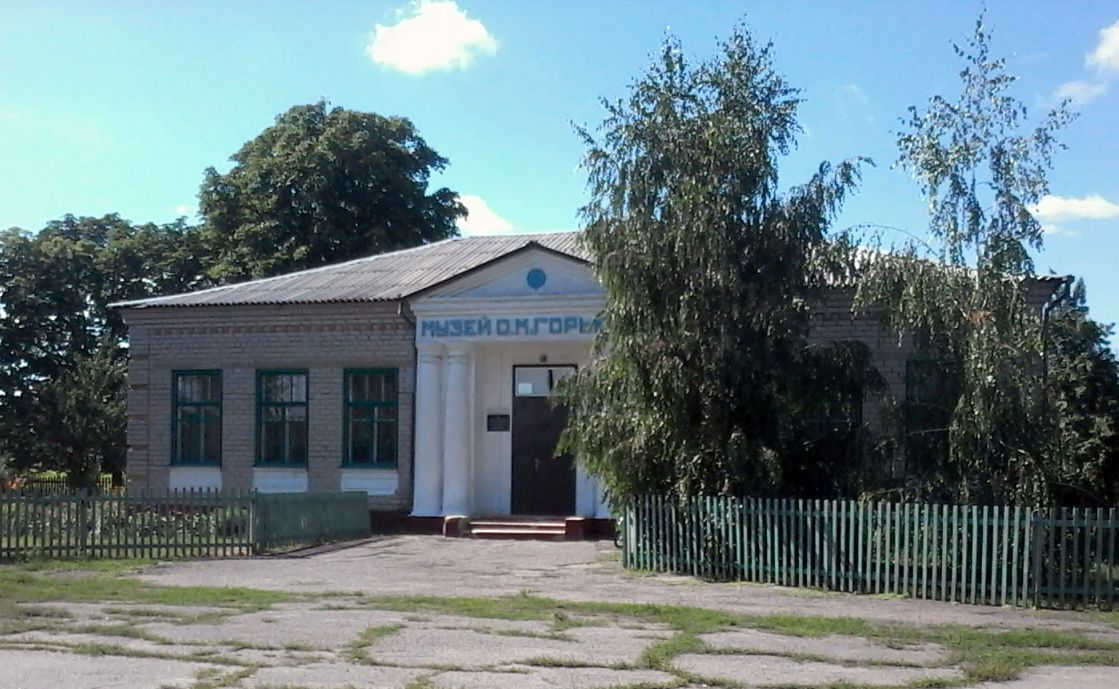
Maxim-Gorki-Museum
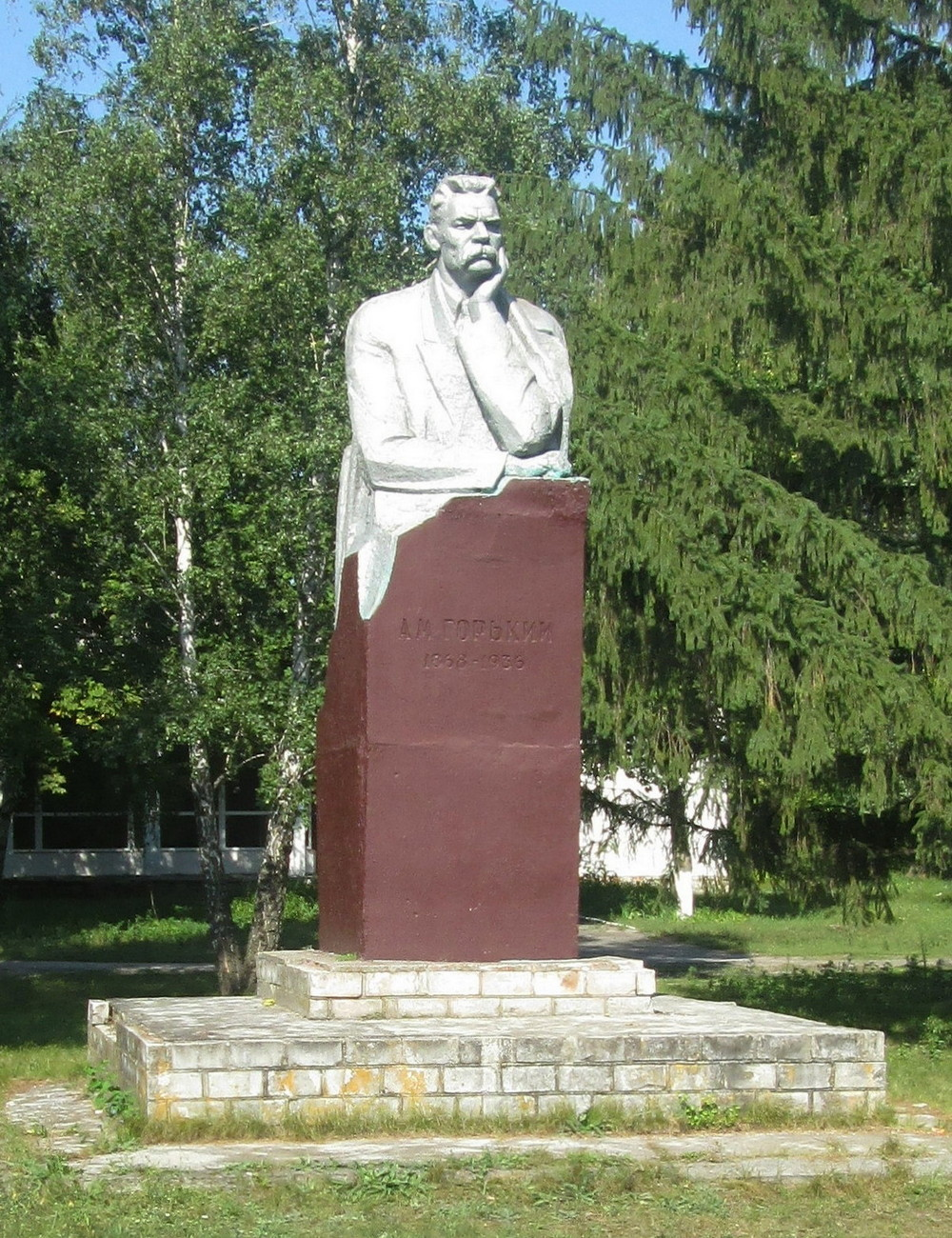
Maxim-Gorki-Denkmal
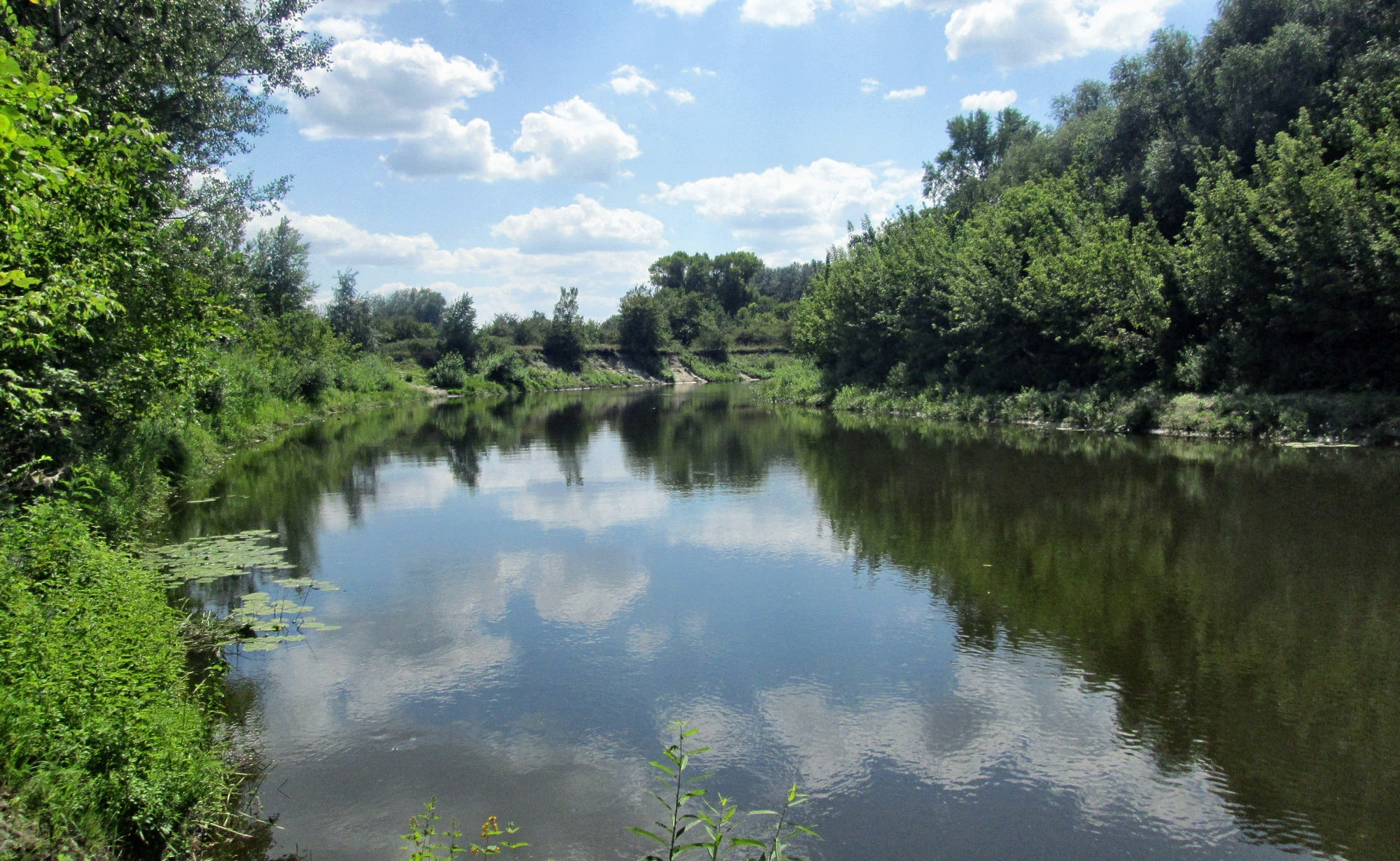
Der Psel bei Werchnja Manujliwka